# Atheta cribripennis
Atheta cribripennis är en skalbaggsart som först beskrevs av J. Sahlberg 1890.  Atheta cribripennis ingår i släktet Atheta, och familjen kortvingar. Arten är reproducerande i Sverige.